# خرامه، زنگلان
خرامه (به لاتین: Xurama) یک منطقهٔ مسکونی در جمهوری آرتساخ است که در استان کاشاتاق واقع شده‌است.